# Sado Sathanas
Sado Sathanas ist eine deutsche Black-Metal-Band, die 1996 in Dresden gegründet wurde.

## Bandgeschichte
Sado Sathanas wurde Mitte 1996 gegründet und ging aus der Band Dismal hervor. Zu Beginn war der Musikstil noch nicht festgelegt. Etwas später entschied man sich für Black Metal und veröffentlichte bis 2005 einige Demos. Erst 2005 konnte sich mit Sänger Giacomo Lehmann („Omoziakk“), den beiden Gitarristen Martin Krell („Lord Skull“) und Martin Himstedt, Schlagzeuger Sebastian Schröer („Lord Sator“), Stefan Jähne („Demonizer“) am Keyboard und Bassist Ronny Schmidt ein festes Line-up etablieren und die Band begann auch regelmäßig live zu spielen.
2010 unterschrieb die Band bei Black Blood Records, einem Unterlabel von Einheit Produktionen. Dort erschien das ursprünglich als Doppelalbum konzipierte Album Opus Diaboli, das aus alten Demostücken sowie aus neu konzipierten Stücken ab 2006 besteht. Neben einigen positiven Rezensionen erhält das Album im Rock Hard von Wolf-Rüdiger Mühlmann das Prädikat „Arschbombe des Monats“ (schlechteste Platte der Ausgabe).
2014 schloss sich mit Robert Brockmann ein neuer Bassist an. Im gleichen Jahr erschien das zweite Album Nomos Hamartia auf Brockmanns Label Naturmacht Productions (Bamberg) in einer Auflage von 500 Einheiten. Das Album wurde von Michael Zech (Secrets of the Moon, ex-Negura Bunget) produziert.

## Musikstil und Texte
Stilistisch orientiert sich die Band am traditionellen Black Metal, wie er bis Mitte der 1990er modern war. Vergleiche wurden unter anderem mit frühen Dimmu Borgir, Helheim, Immortal und Blut aus Nord gezogen. Der Bandname hat im Prinzip keine tiefere Bedeutung und vereinigt nur zwei in der Musik vorkommende Wörter – Sadismus und Satanismus.

„Der Name ist halt Programm, wenn man ihn hört kann man damit sofort Black Metal assoziieren. Das ist ein wenig „Metal Esperanto“ – die Bedeutung von SADO SATHANAS ist in nahezu allen Sprachen zu verstehen, egal ob deutsch, englisch, spanisch, portugiesisch, russisch usw.: Allen ist klar, dass es um die Ausübung von Gewalt im Namen Satans geht. Sadismus und Satan – das ist eine schöne Kombination von Metaphern zur Erklärung unserer Musik und des dahinter stehenden Konzeptes.“

Die Band distanziert sich von Politik und weist Nazivorwürfe von sich. Die Texte sind von Friedrich Nietzsche, Niccolò Machiavelli und Aleister Crowley. Themen sind „Macht, Gewalt und geistige Evolution“ sowie „Emotionen, Ereignisse, Dunkelheit und Chaos“. Das zweite Album behandelt ein Konzept von Macht und Ordnung und deren Verhältnis zum Chaos. Je ein Lied wurde von John Miltons Paradise Lost und Dante Alighieris Inferno beeinflusst wurde. Das Cover bezieht sich ebenfalls Alghieries Göttliche Komödie und kombinierte die Höllenversion mit Werken von Hieronymus Bosch.

## Diskografie

### Demos
- 1998: Diabolische Inquisition (Split-Tape mit In Praising)
- 1999: Vernichtungsschlag!
- 2005: Bellum Omnia versus Omnes – Reich Anti I.N.R.I.
- 2008: Sado Sathanas (Kompilation)

### Alben
- 2010: Opus Diaboli (Black Blood Records/Unterlabel von Einheit Produktionen)
- 2014: Nomos Hamartia (Naturmacht Productions)